# جمال محمدي
جمال محمدي مخرج وكاتب وكاتب سيناريو جزائري. عام 2014 حصل على جائزة أحسن سيناريو عن فيلمه الأول «عائد إلى مهد السينما» ضمن فعاليات ختام الطبعة الـ5 للأيام السينماتوغرافية للعاصمة الجزائرية، ولد عام 1963 بقرية سعيدة في مدينة المسيلة جنوب شرق العاصمة الجزائر.

## أعماله

### كتابة السيناريو
- ايتيان دينية
- الفراشة النادرة
- بطل وثورة حصاد الملح
- معتقلات الجحيم

### ممثل ومساعد إخراج
ظهر كممثل ومساعد إخراج عدة أفلام أهمها:
- بن بولعيد
- أول نوفمبر نقطة النهاية
- كريم بلقاسم
- الباحثون

### كتبه
له عدة مؤلفات، منها: 
- بوسعادة مهد السينما الجزائرية.[4]
- الطاهر حناش عصفور شمال أفريقيا.[5][6]
- فضاءات المدن في السينما العربية والجزائرية.